# Mount Balch
Mount Balch är ett berg i Antarktis. Det ligger i Västantarktis. Argentina, Chile och Storbritannien gör anspråk på området. Toppen på Mount Balch är 1 105 meter över havet.
Terrängen runt Mount Balch är kuperad. Havet är nära Balch västerut. Trakten är glest befolkad. Närmaste befolkade plats är Vernadsky Station, 12,9 kilometer väster om Balch. 